# 제2차 국공 내전
제2차 국공 내전은 중일 전쟁 직후 1946년부터 시작된 분쟁으로 국공 내전의 두번째 단계이다. 중국 공산당이 1921년 설립 이후 힘을 키웠던 시기이며, 중국 공식언론은 해방 전쟁이라 부르기도 한다. (중국어 간체자: 解放战争, 정체자: 解放戰爭, 병음: Jiěfàng Zhànzhēng) 이 전쟁으로 중국 공산당이 중국을 통일했으며 중화인민공화국이 1949년 수립되었고 장제스의 정부는 대만으로 밀려나게 된다.

## 역사적 배경

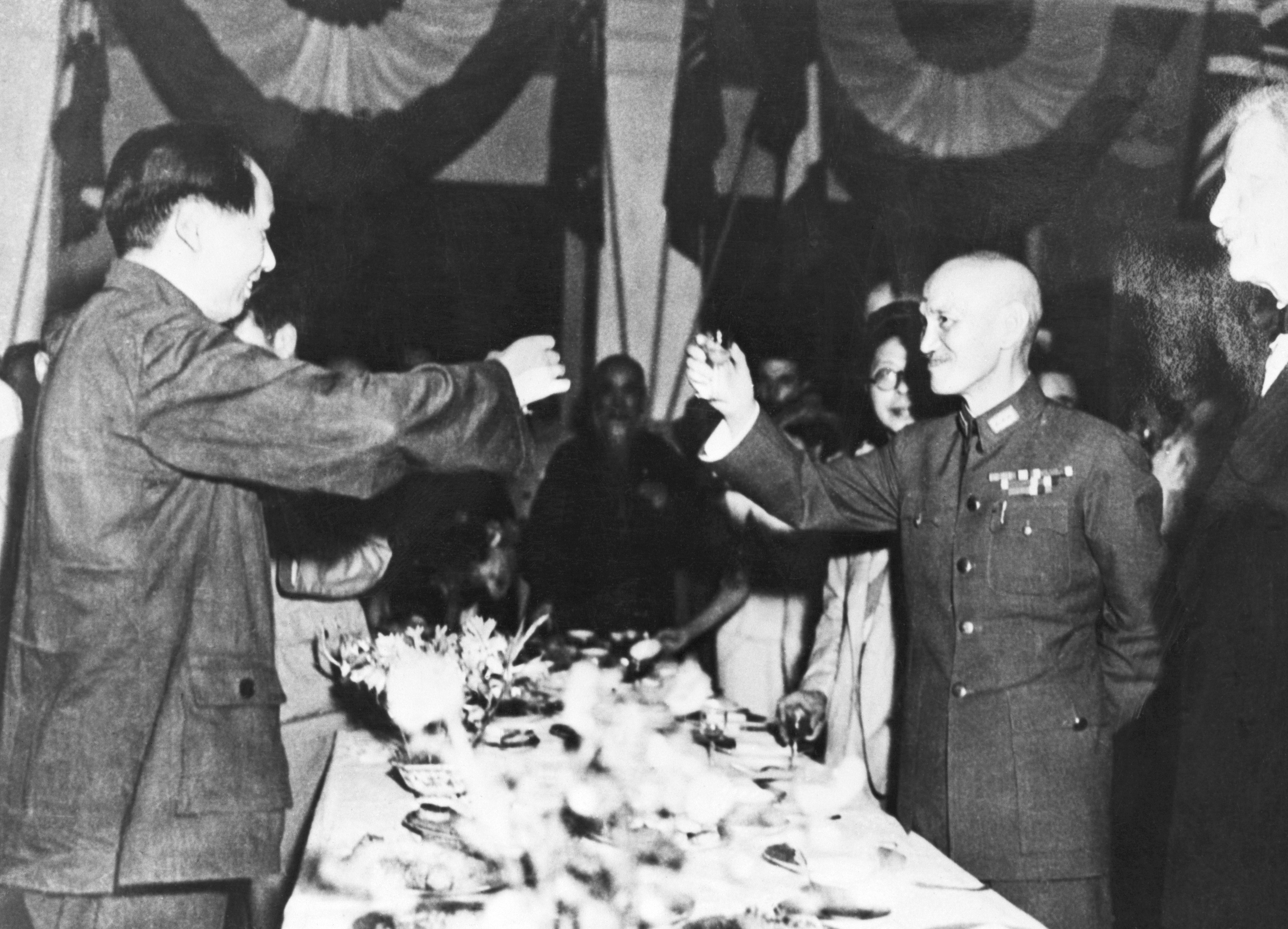
1945년 충칭에서 태평양 전쟁의 종전을 기념하는 마오쩌둥과 장제스

중국의 20세기 혁명은 중국 공산당의 역사와 연관이 깊다. 중국 공산당은 중국의 지도자 계층이 19세기 이후 그들의 국가가 몰락하는 것을 본 이후 국가의 부활의 꿈과도 연결되어 있었다. 1921년 중국 공산당이 창립한 이래 공산당은 중국의 오랜 위기를 해결하기 위한 해법을 모색했고 이를 마르크스주의에서 찾으려고 했다. 느린 성장 기간 이후 공산당은 1927년 장제스가 이끄는 국민당의 정치적 라이벌이라 판단된 끝에 탄압을 받았다. 중일 전쟁 이후 중국 국민당과 중국 공산당은 국공 합작을 성사시켜 일본 제국에 맞서 싸웠다. 양당은 동맹을 유지했으나 서로 충돌을 이어갔다. 1945년 9월 중일 전쟁이 종결된 이후 미국은 국공 연계 정부를 구상하려 했으나 양당은 다시 중국 대륙에 대한 주도권을 두고 싸움을 시작했다.

## 전개
1945년 8월 일본이 패망하고 제2차 세계대전이 끝나자 중국 공산당과 국민당 사이에서 일본군의 무장 해재와 점령지 정리 등 전후 처리를 둘러싸고 긴장이 고조되었다. 마오쩌둥과 장제스는 내전을 피하기 위해 8월부터 충칭에서 회담하였으며 10월 중국 내 내전을 피하고 정치적 민주화를 추진하는 합의를 도출했다. 그러나 이러한 합의에도 불구하고 양측의 갈등은 더욱 커졌으며, 미국의 마샬 장군의 중재로 1946년 1월부터 공동 정부를 구성하기 위한 협상이 시작되으나 결국 정부 구성에 실패하고 말았다.

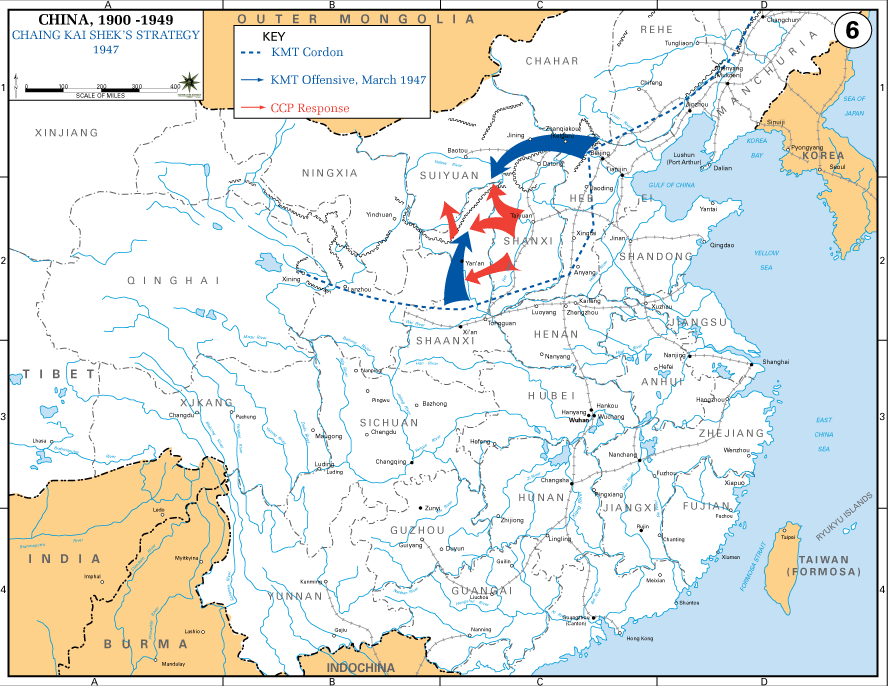
1947년의 전황
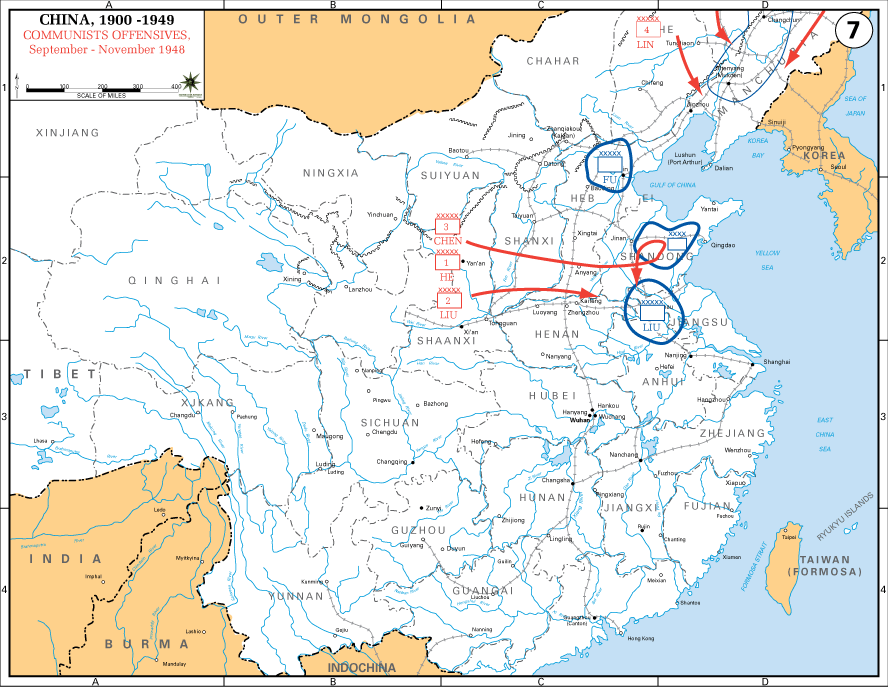
1948년 9월부터 11월까지의 전황
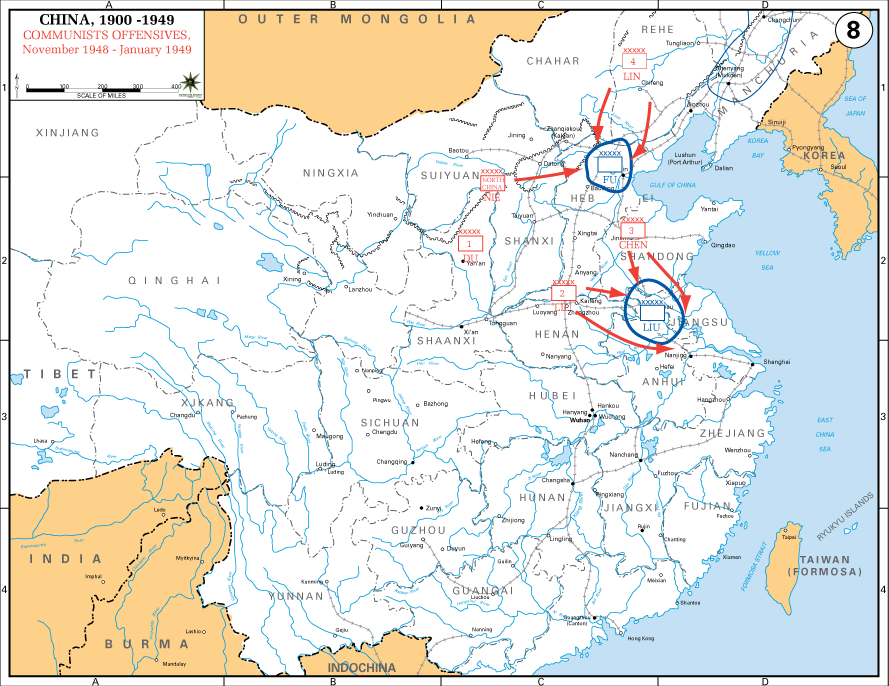
1948년 11월부터 1949년 1월까지의 전황
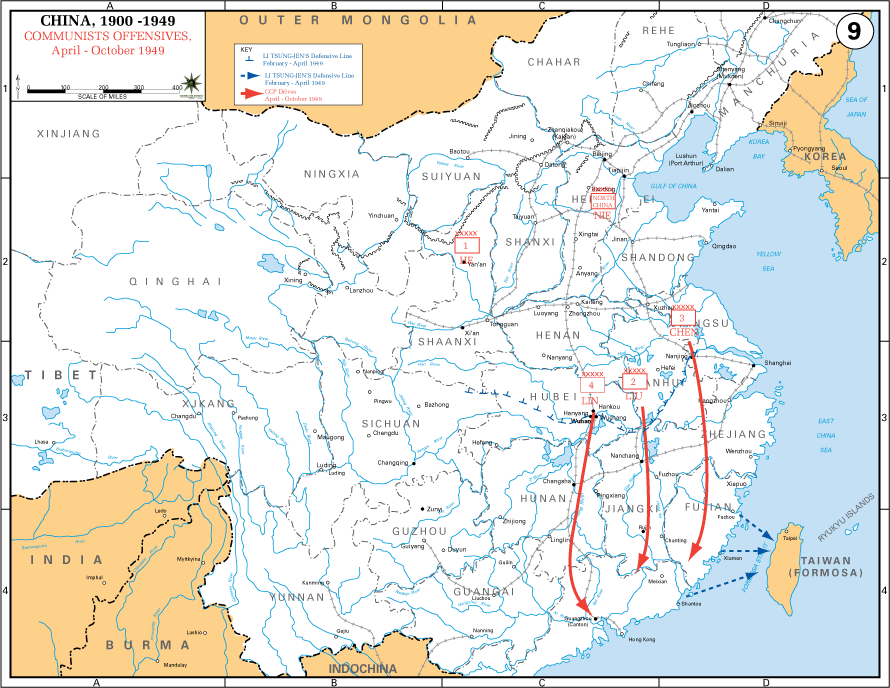
1949년 4월부터 10월까지의 전황

이에 1946년 6월 국민혁명군(1947년 12월 중화민국 국군으로 개칭)은 본격적으로 공산당 지구를 침공하며 전면적인 내전을 개시했다. 국민혁명군은 초기에 병력과 장비, 보급의 우세로 승리를 거듭하여 1947년 3월에는 중화소비에트공화국의 수도인 옌안을 점령했다. 그러나 중화민국군은 이 과정에서 병력을 지나치게 분산하여 패전의 단초를 제공했다.
국민당 정부가 총체적 부패, 인플레이션으로 인한 경제난 등을 겪자 전황은 1948년 가을부터 공산당 측에 유리하게 전개되었다. 1948년 11월 랴오선 전역에서 린뱌오가 지휘한 동북 인민해방군이 만주에서 중화민국군을 격파하면서 제2차 국공 내전의 전세가 역전되었다. 인민해방군은 1949년 1월 31일 베이징에 입성하였고 장강을 도하하여 4월 23일 중화민국의 수도 난징을 함락했으며 5월 27일에 상하이를 점령했다.
1949년 10월 1일 마오쩌둥은 베이징에서 중화인민공화국의 수립을 선포하였으며, 11월 30일 중화민국 정부의 임시수도였던 충칭이 함락되었다. 12월 10일 장제스가 청두에서 타이완으로 탈출하였고(국부천대), 27일 중국 인민해방군이 청두에 입성하면서 중국 대륙에서 중화민국군이 축출되었다. 그러나 타이완으로 탈출하지 못한 중화민국군은 윈난, 미얀마 국경 등지에서 게릴라전을 벌였다.

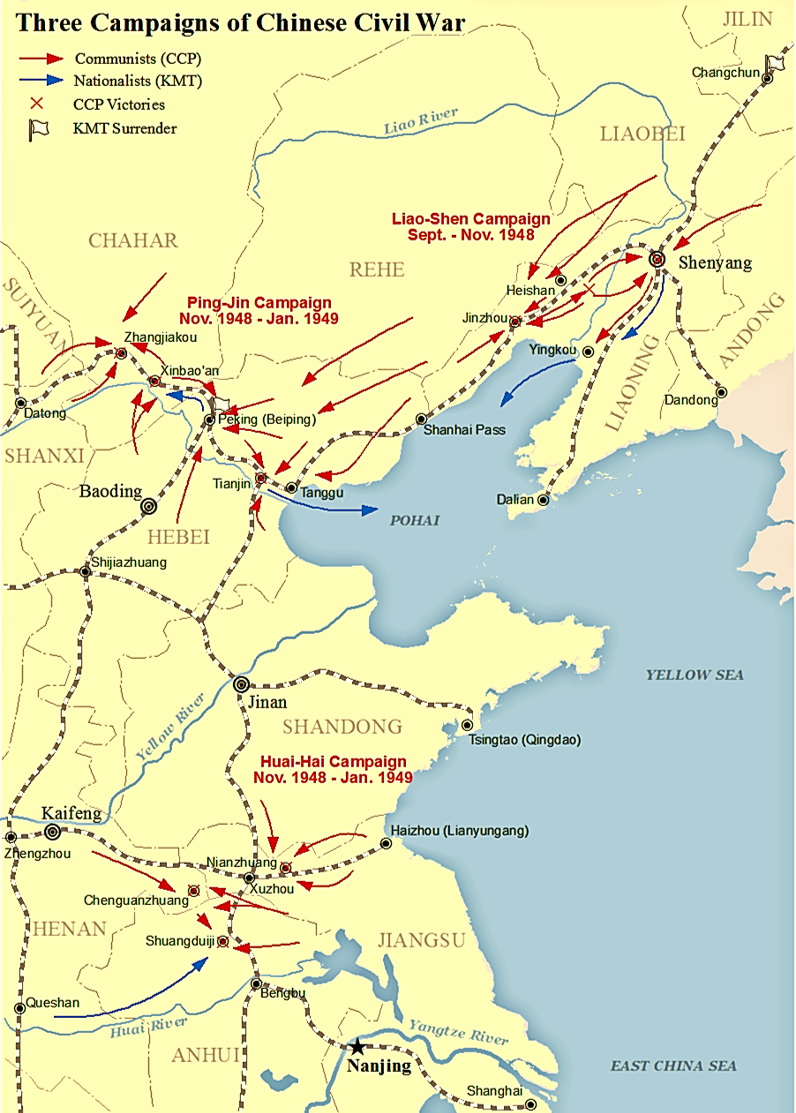
1948~1949년 제2차 국공 내전의 3개 전역 (랴오선, 화이하이와 핑진) (영어)

한편 1949년 10월 인민해방군은 중국 대륙과 타이완섬 사이의 전략적 요충지인 진먼 섬을 공격하여 고령두 전투를 벌였으나 중화민국군에게 패배하였다. 1950년 하이난섬 상륙 전역과 완산 군도 전역을 거치며 양안 간의 경계가 형성되었다.

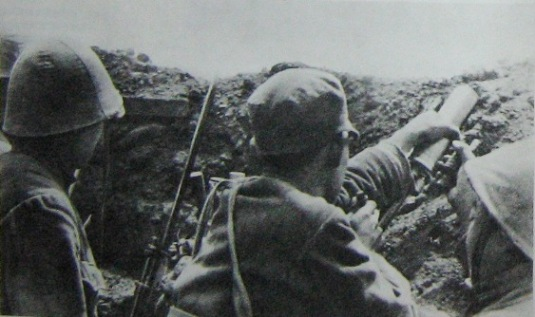
1946년 쓰핑 방어전의 공산군

## 결과
중국 인민해방군에 따르면 1945년부터 1949년까지 제2차 국공 내전의 결과 공산군은 26만 명의 사망자, 19만 명의 실종자와 85만 명의 부상자로 총 130만 명의 사상자가 발생했다. 이는 비정규군은 집계하지 않은 것이다. 국민당군 사상자는 545만 2700명의 정규군과 225만 8800명의 비정규군이다.
장제스와 60만 명의 국민당군, 그리고 200만 명의 중국 국민당 지지자들은 타이완섬으로 도망을 가서 그곳에 중화민국 정부를 수립했다. 마오쩌둥은 중국의 정치와 문화를 바꾸려고 노력했고, 중국의 옛 힘과 권위를 복구하려고 했다. 이후 공산당에 대한 반발은 분산적으로 지속되었다. 진먼 포격전과 같은 국민당이 점령한 도서 지역을 탈환하려는 공산당의 시도가 여러 차례 있었다. 1949년 12월 장제스는 타이베이를 중화민국의 임시 수도로 선포하고 중국 대륙에 대한 지배권은 여전히 자신들에게 있음을 주장했다. 중국 공산당 정부는 모든 중국의 통일을 주장하며 타이완 정복을 시도하기도 했다. 1950년 6월 한국 전쟁이 발발한 이후 미국 대통령 해리 S. 트루먼은 중화민국에도 비슷한 상황이 발생할 수 있다고 판단하여 타이완 해협에 제7함대를 파견했다.

## 같이 보기
- 국공 내전
- 국부천대
- 하나의 중국